# David Stockdale
David Adam Stockdale (Leeds, 20 settembre 1985) è un ex calciatore inglese, di ruolo portiere.